# António Simões
António Simões da Costa (Corroios, Portugal, 14 de diciembre de 1943), más conocido como António Simões (pronunciación en portugués: /ɐ̃ˈtɔniu siˈmõȷ̃ʃ/) o simplemente Simões, es un exjugador y exentrenador de fútbol portugués. En su etapa como jugador profesional se desempeñaba como centrocampista. 
Actualmente tiene el récord de ser el jugador más joven en ganar la Liga de Campeones de la UEFA, con 18 años y 139 días  con el Benfica en 1962. También fue comentarista de fútbol en el programa Play-Off de SIC Noticias.

## Selección nacional
Fue internacional con la selección de fútbol de Portugal en 46 ocasiones y convirtió 3 goles. Formó parte de la selección que obtuvo el tercer lugar en la Copa del Mundo de 1966.

### Participaciones en Copas del Mundo
| Mundial                        | Sede       | Resultado    | Partidos | Goles |
| ------------------------------ | ---------- | ------------ | -------- | ----- |
| Copa Mundial de Fútbol de 1966 | Inglaterra | Tercer lugar | 6        | 1     |

## Equipos

### Como jugador
| Equipo                        | País           | Año       |
| ----------------------------- | -------------- | --------- |
| SL Benfica                    | Portugal       | 1961-1975 |
| Boston Minutemen              | Estados Unidos | 1975      |
| GD Estoril Praia              | Portugal       | 1975-1976 |
| Boston Minutemen              | Estados Unidos | 1976      |
| San Jose Earthquakes (indoor) | Estados Unidos | 1976-1977 |
| União Tomar                   | Portugal       | 1977-1978 |
| New Jersey Americans          | Estados Unidos | 1978      |
| Dallas Tornado (indoor)       | Estados Unidos | 1979      |
| Detroit Lightning (indoor)    | Estados Unidos | 1979-1980 |
| Chicago Horizons (indoor)     | Estados Unidos | 1980-1981 |
| Kansas City Comets (indoor)   | Estados Unidos | 1981-1982 |

### Como entrenador
| Equipo                                  | País           | Año       |
| --------------------------------------- | -------------- | --------- |
| Phoenix Inferno (indoor)                | Estados Unidos | 1982-1984 |
| Las Vegas Americans (indoor; asistente) | Estados Unidos | 1984-1985 |
| Austin Sockadillos (indoor)             | Estados Unidos | 1987-1991 |
| CF União                                | Portugal       | 2003-2004 |
| SC Lusitânia                            | Portugal       | 2004-2005 |
| Selección nacional sub-23               | Portugal       | 2008-2010 |
| Selección nacional (asistente)          | Irán           | 2011-2014 |
| Selección nacional B                    | Irán           | 2012-2014 |

## Palmarés

### Como jugador

#### Campeonatos nacionales
| Título                 | Equipo           | País           | Año  |
| ---------------------- | ---------------- | -------------- | ---- |
| Copa de Portugal       | SL Benfica       | Portugal       | 1962 |
| Primeira Divisão       | SL Benfica       | Portugal       | 1963 |
| Primeira Divisão       | SL Benfica       | Portugal       | 1964 |
| Copa de Portugal       | SL Benfica       | Portugal       | 1964 |
| Primeira Divisão       | SL Benfica       | Portugal       | 1965 |
| Primeira Divisão       | SL Benfica       | Portugal       | 1967 |
| Primeira Divisão       | SL Benfica       | Portugal       | 1968 |
| Primeira Divisão       | SL Benfica       | Portugal       | 1969 |
| Copa de Portugal       | SL Benfica       | Portugal       | 1969 |
| Copa de Portugal       | SL Benfica       | Portugal       | 1970 |
| Primeira Divisão       | SL Benfica       | Portugal       | 1971 |
| Primeira Divisão       | SL Benfica       | Portugal       | 1972 |
| Copa de Portugal       | SL Benfica       | Portugal       | 1972 |
| Primeira Divisão       | SL Benfica       | Portugal       | 1973 |
| Primeira Divisão       | SL Benfica       | Portugal       | 1975 |
| NASL Northern Division | Boston Minutemen | Estados Unidos | 1975 |
| NASL Indoor            | Dallas Tornado   | Estados Unidos | 1979 |

#### Copas internacionales
| Título                      | Equipo     | Sede                     | Año  |
| --------------------------- | ---------- | ------------------------ | ---- |
| Copa de Campeones de Europa | SL Benfica | Ámsterdam (Países Bajos) | 1962 |

### Como entrenador

#### Campeonatos nacionales
| Título                          | Equipo             | País           | Año  |
| ------------------------------- | ------------------ | -------------- | ---- |
| Southwest Outdoor Soccer League | Austin Sockadillos | Estados Unidos | 1989 |

## Condecoraciones
| Distinción                                           | Año  |
| ---------------------------------------------------- | ---- |
| Medalla de Plata de la Orden del Infante Don Enrique | 1966 |